# Jaroslav Kříž (judista)
Jaroslav Kříž (* 12. března 1955 Jihlava) je bývalý československý judista, olympionik a dvojnásobný vicemistr Evropy v judu v pololehké váze (do 65 kg) z oddílu Dukla Banská Bystrica. Později zakladatel a pastor banskobystrického sboru křesťanského společenství Milosť (1991).

## Výkony a ocenění
- 29. ledna 2011 uveden do Síně slávy Českého svazu juda

### Závodní výsledky
- 1979: MS Paříž čtvrtfinále
- 1980: LOH Moskva 7. místo
- 1983: ME Janov 2. místo
- 1984: ME Lutych 2. místo